# 学校法人沖縄科学技術大学院大学学園
学校法人沖縄科学技術大学院大学学園（がっこうほうじんおきなわかがくぎじゅつだいがくいんだいがくがくえん、英語: Okinawa Institute of Science and Technology School Corporation）は、日本の学校法人。沖縄科学技術大学院大学の設置者である。

## 概要
沖縄科学技術大学院大学を設置・運営するために発足した学校法人である。沖縄県国頭郡恩納村に本部を設置している。沖縄科学技術大学院大学学園法に基づいて設置された特殊法人であり、沖縄県で国際的に卓越した研究を推進することで世界の科学技術の発展を目指すとしている。そのため、理事にはノーベル賞級の研究者が名を連ねる異色の学校法人となっている。

## 特徴

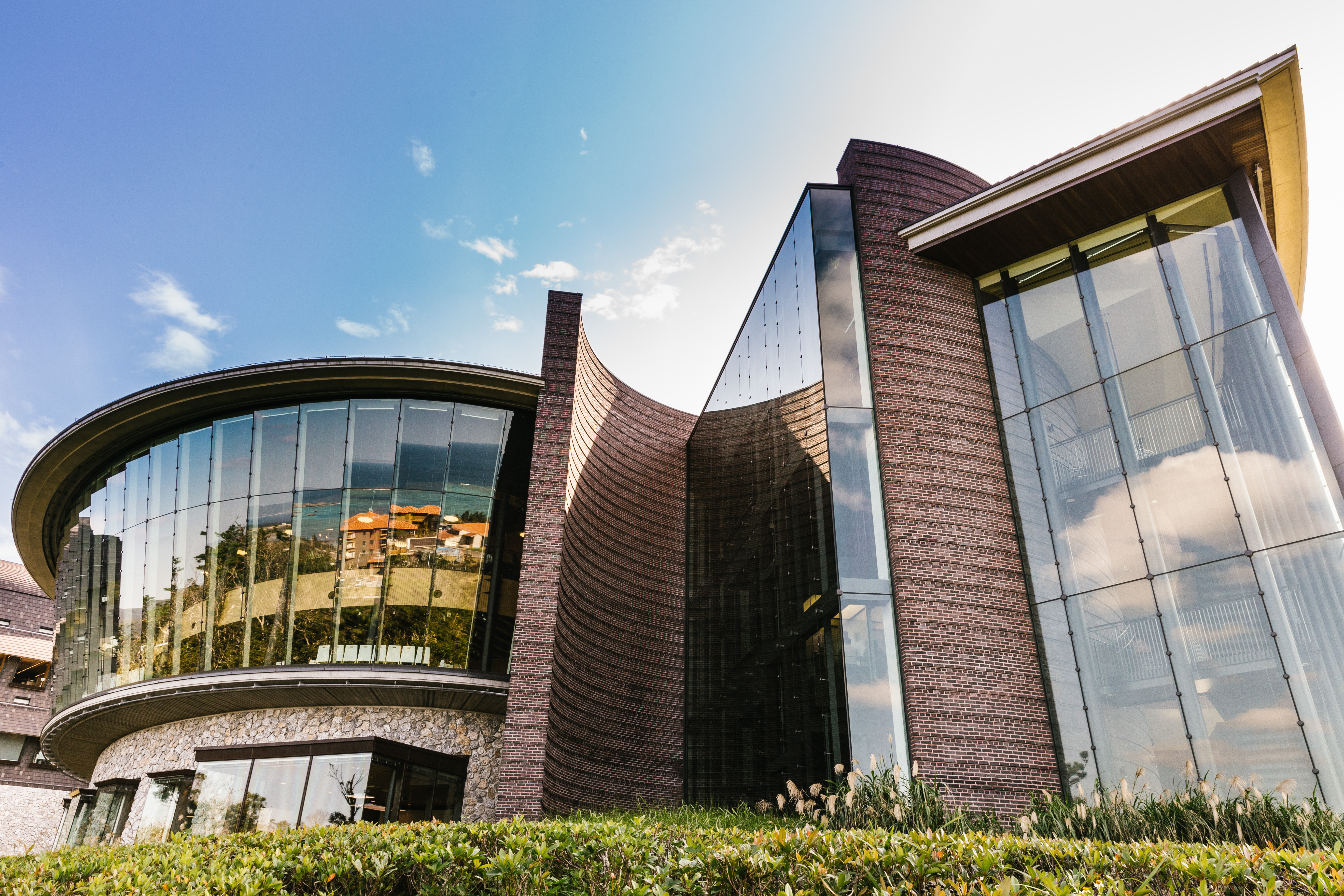
センター棟

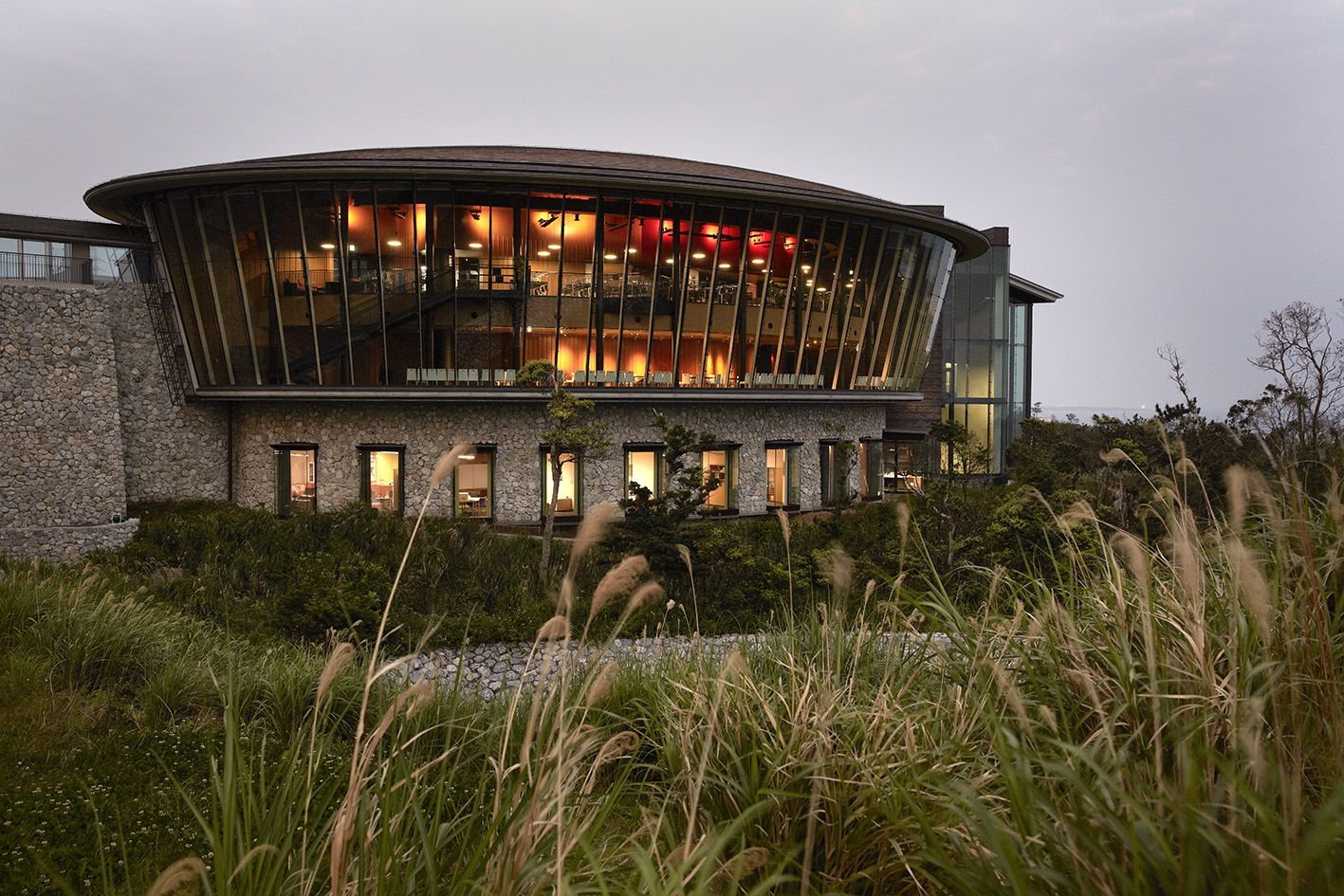
センター棟

通常の学校法人とは異なり、沖縄科学技術大学院大学学園法に基づいて設置された特殊法人であり、内閣府が所管している。沖縄科学技術大学院大学学園法は、沖縄県での国際的に卓越した科学技術の教育研究の推進と、沖縄県の振興や自立的発展と世界の科学技術の発展を目的として掲げている。そのため、沖縄科学技術大学院大学学園に対しては、通常の学校法人とは異なるさまざまな規定が法令により設けられている。
たとえば、財政に関しては、通常の学校法人は経常的経費の二分の一以内に国からの補助が制限されているのに対し、沖縄科学技術大学院大学学園は二分の一を超えて国から補助を受けることができる。また、沖縄科学技術大学院大学学園は年度ごとに事業計画を作成し、内閣総理大臣の認可を受ける必要があるが、通常の学校法人であればこのような規定は存在しない。
また、人事に関しては、沖縄科学技術大学院大学学園の理事は定数の過半数を外部理事とすることが義務付けられており、科学技術に関して顕著な業績を挙げた学者、沖縄県の振興に見識を有する者、大学経営について高度な知識や経験を有する者を登用することとなっている。同様に、沖縄科学技術大学院大学学園の評議員についても、沖縄県の経済や社会に精通している者、大学運営の公平性や透明性の確保に優れた識見を有する者を登用することとなっている。さらに、沖縄科学技術大学院大学学園の監事を選任する際には、内閣総理大臣の認可が必要となっている。
なお、沖縄科学技術大学院大学学園は、大学を運営するにあたって国や沖縄県の地方公共団体と密接に連携を図らなければならないと規定されており、沖縄県の経済振興や社会開発とも調和した事業計画を策定するよう求められている。

## 沿革

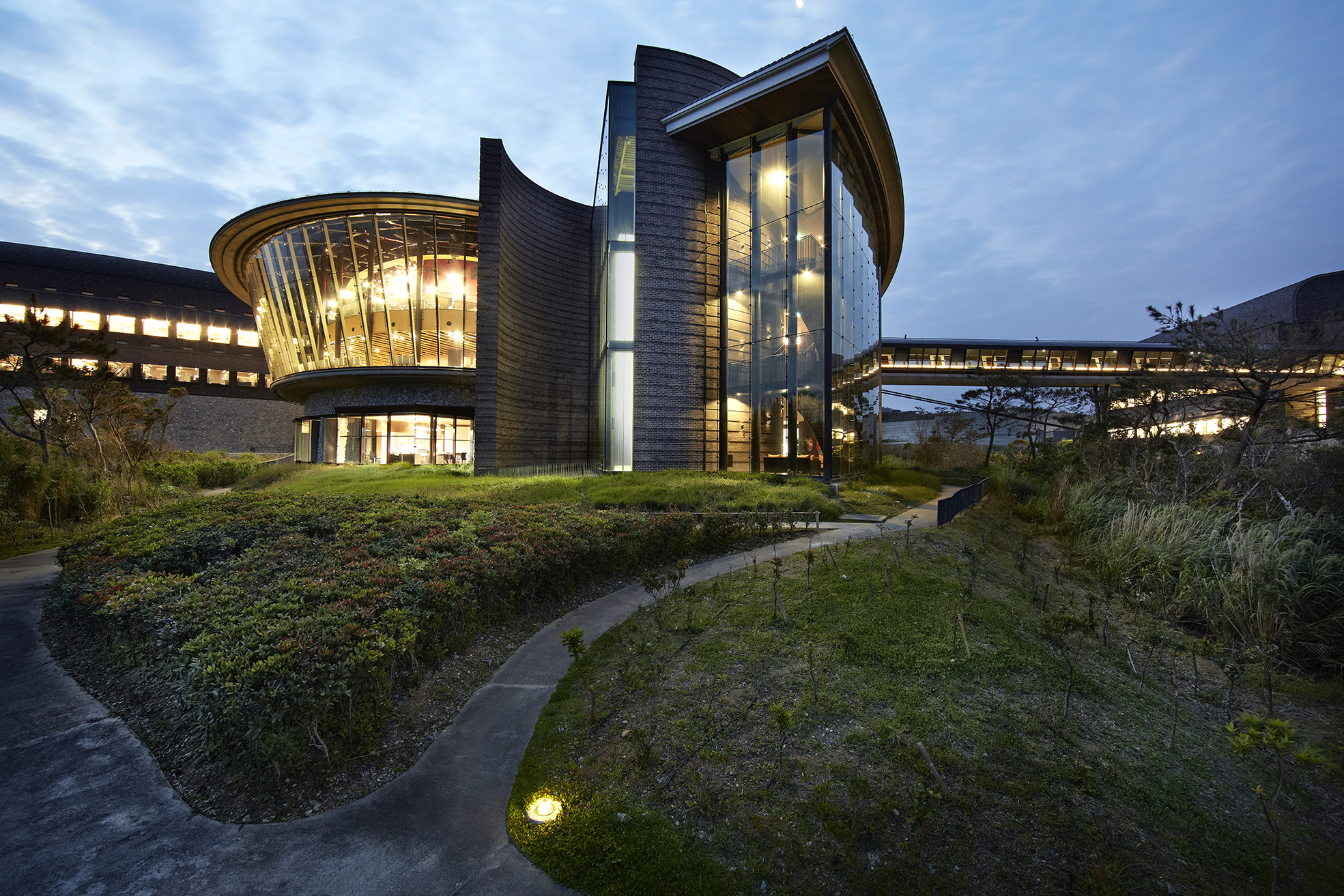
センター棟

沖縄科学技術大学院大学の設立準備は、内閣府が所管する独立行政法人である沖縄科学技術研究基盤整備機構があたってきた。2011年（平成23年）に文部科学大臣より大学設置の認可を得た。これを受け、大学の設置者として同年11月1日に「学校法人沖縄科学技術大学院大学学園」が設置された。
なお、大学と学園が発足したことから、独立行政法人沖縄科学技術研究基盤整備機構法や沖縄科学技術大学院大学学園法の規定により、沖縄科学技術研究基盤整備機構は全ての業務を学園に引き継いだうえで、同年11月1日に解散した。
前身である沖縄科学技術研究基盤整備機構の理事長はシドニー・ブレナーが務めていたが、沖縄科学技術大学院大学学園の理事長にはジョナサン・ドーファンが就任し、2011年（平成23年）から2016年（平成28年）12月まで務めた。第2代理事長にはピーター・グルースが就任し、2017年（平成29年）から2022年（令和4年）まで務めた。第3代理事長にはカリン・マルキデスが選任され、2023年（令和5年）6月1日に正式就任した。

## 名称
前身である沖縄科学技術研究基盤整備機構は英語での名称を「Okinawa Institute for Science and Technology Promotion Corporation」としていた。一方、沖縄科学技術大学院大学学園では「Okinawa Institute of Science and Technology School Corporation」と称しており、「Institute for」ではなく「Institute of」としている。

## 設置している諸学校

### 大学
- 沖縄科学技術大学院大学

## 理事長一覧
| 沖縄科学技術大学院大学学園 理事長 | 沖縄科学技術大学院大学学園 理事長 | 沖縄科学技術大学院大学学園 理事長 | 沖縄科学技術大学院大学学園 理事長 | 沖縄科学技術大学院大学学園 理事長 | 沖縄科学技術大学院大学学園 理事長    |
| 代                                | 氏名                              | 氏名                              | 就任日                            | 退任日                            | 主要な経歴                           |
| --------------------------------- | --------------------------------- | --------------------------------- | --------------------------------- | --------------------------------- | ------------------------------------ |
| 1                                 |                                   | ジョナサン・ドーファン            | 2011年                            | 2016年                            | スタンフォード線形加速器センター所長 |
| 2                                 |                                   | ピーター・グルース                | 2017年                            | 2022年                            | マックス・プランク学術振興協会会長   |
| 3                                 |                                   | カリン・マルキデス                | 2023年                            | （現職）                          | チャルマース工科大学学長             |

## 在籍した人物

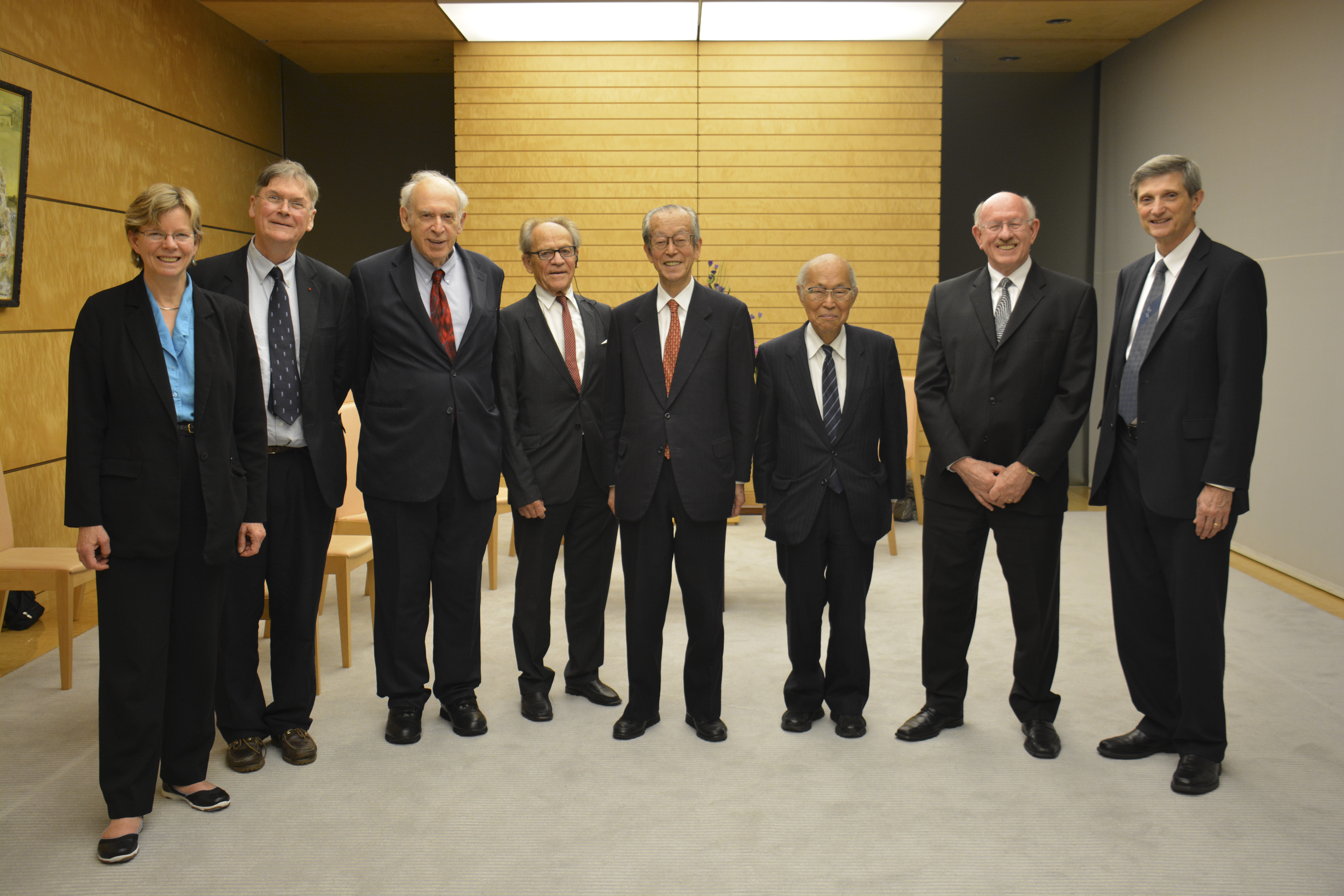
議長トルステン・ウィーセル（左から4人目）、理事長ジョナサン・ドーファン（右から2人目）、理事チェリー・マレイ（左端）、ティモシー・ハント（左から2人目）、ジェローム・アイザック・フリードマン（左から3人目）、尾身幸次（右から4人目）、有馬朗人（右から3人目）（2013年10月4日、総理大臣官邸にて）

学校法人としての沖縄科学技術大学院大学学園に在籍した人物を現職・元職問わず五十音順に記載した。括弧内は在籍当時の代表的な役職、ハイフン以降はその他の代表的な役職を示す。教育機関・研究機関としての沖縄科学技術大学院大学に在籍した人物については「沖縄科学技術大学院大学の人物一覧」を参照されたい。
- セルジュ・アロシュ（理事[27]） - コレージュ・ド・フランス学長[28]
- トルステン・ウィーセル（議長[21]） - ロックフェラー大学総長
- 上原良幸（監事[29]） - 沖縄県副知事[30]
- カーティス・カラン（理事[31]） - プリンストン大学ジェームス・S・マクドネル物理学ディスティングイッシュトプロフェッサー[32]
- ヴィジェイラガバン・クリシュナスワミ（理事[33]） - インド国立生命科学研究所所長[34]
- ピーター・グルース（理事長[23]） - マックス・プランク学術振興協会会長[35]
- 小谷元子（理事[36]） - 東北大学副学長[37]
- ジョナサン・ドーファン（理事長[22]） - スタンフォード線形加速器センター所長[22]
- エルヴィン・ネーアー（理事[38]） - マックス・プランク生物物理化学研究所膜生物物理学部部長[38]
- 野依良治（理事[38]） - 理化学研究所理事長[39]
- ジェームス比嘉（副議長[40]） - アップルCEOオフィスシニアディレクター[40]
- ベン・L・フェリンハ（理事[41]） - フローニンゲン大学ヤコブス・ファント・ホッフ分子科学特別教授[42]
- ジェローム・フリードマン（理事[38]） - マサチューセッツ工科大学教授
- カリン・マルキデス（理事長[1]） - チャルマース工科大学学長[1]
- チェリー・マレイ（議長[43]） - アメリカ合衆国エネルギー省科学局局長[44]
- 吉野彰（理事[45]） - 旭化成グループフェロー[46]
- 李遠哲（理事[38]） - 中華民国中央研究院院長